# Dhikr

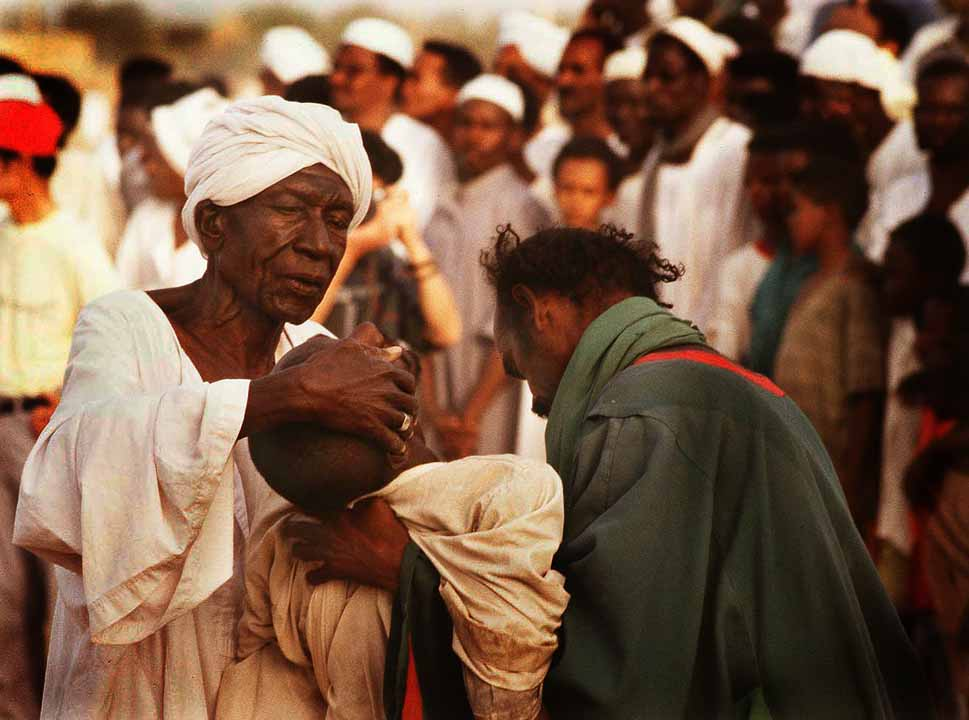
Dhikr i Khartoum i Sudan

Dhikr ("ihågkommelse"), kollektiv eller individuell böneform, framför allt inom sufismen, som för det mesta består av ett upprepande, med hög eller låg röst, av ett ord eller en fras, till exempel den islamiska trosbekännelsen, shahadah.
I mera allmän bemärkelse är dhikr en kollektiv beteckning på sufiska meditationstekniker, olika för olika ordnar. Meditation över guds 99 namn med hjälp av ett radband är ett exempel på dhikr.
Det är viktigt att påpeka att ordet dhikr inte uttalas likadant över hela den muslimska världen. Iranier uttalar det arabiska ordet som zekr. Det förekommer andra sätt att uttala ordet på olika arabiska dialekter, men dhikr är det ursprungliga ordet.